# Лютня
Лю̀тнята е старинен струнен музикален инструмент, на който се свири, като струните се дърпат с пръсти (предшественик на китарата). Думата „лютня“ произлиза от арабското ал'уд, което означава „дърво“, „дървен“.

## Описание на инструмента
Лютнята е изработена почти изцяло от дърво. Тялото ѝ е в полукапковидна форма, която е затворена с дърво с добра акустика (в повечето случаи - смърч). Характерно за всички лютни е дупката за звука (понякога дупките са три) под струните, която е декорирана с резбована в дървото розетка.
Обратната страна на тялото е изработена от ивици твърда дървесина (явор, череша, абанос, палисандрово дърво или др.), наречени ребра. Те се залепени едно за друго и обхващат облата част от инструмента по дължина. От вътрешната част ребрата са подсилени със скоби.
Грифът е изработен от леко дърво, често пъти с абаносово покритие. Това гарантира здравината на тази част на инструмента, тъй като грифът трябва да държи струните обтегнати. За разлика от съвременните струнни инструменти, краят му е извит навътре.
Прародител на лютнята е арабският уд. Пристига в Европа по времето на арабското нашествие в Испания, и се разпространява в Европа по времето на кръстоносните походи. По това време инструментът е бил с 4 или 5 двойни струни, изготвени от животинско черво. Струните са подредени по двойки, като най-високият тон най-често е само от единична струна. В по-късните барокови лютни вече двете най-високи струни са единични.
Методът на свирене с перце е наследен от арабската практика, дава възможност за майсторско изпълнение на секвенции от бързи монофонични пасажи, и се запазва до XIV век. След това все по-често се срещат изображения, на които музикантите свирят с пръсти, което разширява значително възможностите на инструмента в съответствие с нарасналите изисквания към полифонично свирене, освен това инструментът получава още една струна, наброявайки вече 6 (5 двойни, първа единична). Полифоничните възможности на инструмента го правят подходящ за солови изпълнения и като такъв той става определящ в зараждането и обогатяването на репертоара на инструменталната музика. В началото е било характерно т.нар. интавулиране – прехвърляне на вокални произведения в инструментален вариант, а впоследствие лютнистите композират свои собствени музикални произведения.
Лютнята завоюва музикалния свят истински през времето на Ренесанса, когато притежаването на такъв инструмент се е считало за престижно в дворовете на благородниците.
Съществували са различни по брой на струните и големина на тялото лютни – дискант, алт, бас и др. В началото на бароковата епоха характерната ренесансова настройка на 6-струнната лютня в G минор (GCFADG - кварти между повечето двойки струни, и голяма терца между трета и четвърта двойка струни) се променя на D минор (ADFADF - малка терца/кварта/голяма терца/кварта), и откъм ниските струни се прибавят допълнителни басови (двойни или единични) струни в диатонична последователност, разширяващи обхвата на инструмента в ниския регистър. Броят струни в този случай е достигал до 24 - 11 двойни и 2 единични (най-високите 2), но поради идентичната настройка на струните в чифта (на разстояние прима или октава), функционално този брой остава 13. Само първите 6 струни се ползват за свирене с лява ръка върху грифа, по-ниските басови струни се дърпат единствено с дясна ръка за съпровод.
Изпълнителите на лютня са ползвали своеобразно нотно записване – табулатура, при което знаците определят визуално мястото на натискане на струните върху грифа, за разлика от мензурната нотация, където знаците означават височината на тона.
Поради усложнения строеж – голям брой струни с трудна настройка – с течение на времето лютнята постепенно излиза от употреба до началото на XIX в.